# Barbara Niewiedział
Barbara Niewiedział, nata Barbara Bieganowska (Nysa, 1º settembre 1981), è un'atleta paralimpica polacca.

## Biografia
Niewiedział è nata a Nysa, in Polonia, nel 1981. È madre di due figlie.

### Carriera sportiva
Niewiedział si fece notare come atleta nel 1999, quando ad una gara a Siviglia fece segnare il record mondiale sui 400 metri di 57"48. L'anno successivo, vince una medaglia d'oro negli 800 metri ai Giochi paralimpici di Sydney 2000 arrivando davanti alla connazionale e rivale Arleta Meloch. Dopo le Paralimpiadi, la carriera di Niewiedział subì una brusca frenata a causa della decisione del Comitato Paralimpico Internazionale (IPC) di sospendere la sua categoria.
Nel 2009, l'IPC decise di re-inserire le gare per i disabili intellettivi a partire da Londra 2012. Niewiedział tornò a gareggiare a grandi livelli nel 2011, ai Mondiali di Christchurch dove ottenne una medaglia d'argento negli 1500 metri, dietro la Meloch. La Niewiedział vinse la medaglia d'oro agli Europei di Stadskanaal 2012 nei 1500 metri prima di vincere l'oro paralimpico anche a Londra nella stessa gara.
Dopo un'iniziale intenzione di ritirarsi dalle corse, la Niewiedział decide di gareggiare ai Mondiali di Lione 2013, in cui ottiene l'oro nella gara dei 1500 metri. Due anni dopo, ai Mondiali di Doha 2015, vince ben tre ori: nei 400, 800 e 1500 metri.
Agli Europei di Grosseto 2016, vince l'oro nei 400 e 1500 metri, prima di vincere l'oro paralimpico nei 1500 metri a Rio 2016.

## Palmarès
| Anno | Manifestazione       | Sede           | Evento               | Risultato | Prestazione | Note                          |
| ---- | -------------------- | -------------- | -------------------- | --------- | ----------- | ----------------------------- |
| 2000 | Giochi paralimpici   | Sydney         | 800 m piani T20      | Oro       |             |                               |
| 2011 | Mondiali paralimpici | Christchurch   | 1500 m piani T20     | Argento   | 4'41"78     |                               |
| 2012 | Europei paralimpici  | Stadskanaal    | 1500 m piani T20     | Oro       | 4'23"37     |                               |
| 2012 | Giochi paralimpici   | Londra         | 1500 m piani T20     | Oro       | 4'35"26     |                               |
| 2013 | Mondiali paralimpici | Lione          | 1500 m piani T20     | Oro       | 4'40"50     |                               |
| 2015 | Mondiali paralimpici | Doha           | 400 m piani T20      | Oro       | 57"78       |                               |
| 2015 | Mondiali paralimpici | Doha           | 800 m piani T20      | Oro       | 2'22"09     |                               |
| 2015 | Mondiali paralimpici | Doha           | 1500 m piani T20     | Oro       | 4'28"58     |                               |
| 2016 | Europei paralimpici  | Grosseto       | 400 m piani T20      | Oro       | 57"98       | Record dei campionati         |
| 2016 | Europei paralimpici  | Grosseto       | 1500 m piani T20     | Oro       | 4'34"62     |                               |
| 2016 | Giochi paralimpici   | Rio de Janeiro | 400 m piani T20      | Bronzo    | 58"51       |                               |
| 2016 | Giochi paralimpici   | Rio de Janeiro | 1500 m piani T20     | Oro       | 4'24"37     | Miglior prestazione personale |
| 2017 | Mondiali paralimpici | Londra         | 400 m piani T20      | Argento   | 59"56       |                               |
| 2017 | Mondiali paralimpici | Londra         | 1500 m piani T20     | Oro       | 4'33"82     |                               |
| 2018 | Europei paralimpici  | Berlino        | 800 m piani T20      | Oro       | 2'15"79     | Record mondiale               |
| 2018 | Europei paralimpici  | Berlino        | 1500 m piani T20     | Oro       | 4'43"33     |                               |
| 2019 | Mondiali paralimpici | Dubai          | 1500 m piani T20     | Oro       | 4'36"10     |                               |
| 2021 | Giochi paralimpici   | Tokyo          | 1500 m piani T20     | Oro       | 4'27"84     |                               |
| 2023 | Mondiali paralimpici | Parigi         | 1500 m piani T20     | Oro       | 4'28"66     |                               |
| 2024 | Mondiali paralimpici | Kōbe           | 1500 metri piani T20 | Oro       | 4'27"36     | Record dei campionati         |
| 2024 | Giochi paralimpici   | Parigi         | 1500 m piani T20     | Oro       | 4'26"06     |                               |